# Pterobdella amara
Pterobdella amara is een ringworm uit de familie van de Piscicolidae. De wetenschappelijke naam van de soort is voor het eerst geldig gepubliceerd in 1921 door Kaburaki.